# Jebb Sinclair
Pour les articles homonymes, voir Sinclair.

a Compétitions nationales et continentales officielles uniquement.

b Matchs officiels uniquement.
Dernière mise à jour le 18 septembre 2017.
Jebb Sinclair, né le 4 août 1986, est un joueur de rugby à XV canadien. Il joue en équipe du Canada et évolue au poste de troisième ligne aile, ou de deuxième ligne.

## Biographie
Jebb Sinclair honore sa première cape en équipe du Canada le 1er novembre 2008 contre l'équipe du Portugal. Pour la coupe du monde de rugby 2011 en Nouvelle-Zélande, Jebb Sinclair a été retenu par les sélectionneurs nationaux. Il joue après la coupe du monde avec le club anglais des London Irish. 

## Statistiques en équipe nationale
- 42 sélections en équipe du Canada depuis 2008
- 2 essais (10 points)
- Sélections par année : 4 en 2008, 6 en 2009, 4 en 2010, 7 en 2011, 4 en 2012, 7 en 2013, 5 en 2014, 5 en 2015

En coupe du monde :
- 2011 : 4 sélections (Tonga, France, Japon, Nouvelle-Zélande)
- 2015 : 3 sélections (Italie, Roumanie, Irlande)